# Anghiari
Anghiari je gradić u središnjoj Italiji, u talijanskoj regiji Toskani. Anghiari se nalazi na oko 110 km jugoistočno od Firenze, na nadmorskoj visini od 429 metara, i ima oko 5.800 stanovnika.

## Poznati stanovnici
- Baldaccio d'Anghiari (oko 1400. – 1441.), kondotjer
- Federico Nomi (1633. – 1705.), književnik

## Prijateljski gradovi
- La Plata, Argentina